# Tyrannochthonius confusus
Espèce
Tyrannochthonius confusus est une espèce de pseudoscorpions de la famille des Chthoniidae.

## Distribution
Cette espèce est endémique du Kenya.

## Description
La carapace du mâle mesure 0,36 mm de long sur 0,37 mm et la carapace des femelles mesure de 0,37 à 0,39 mm de long sur de 0,38 à 0,40 mm.

## Publication originale
- Mahnert, 1986 : Die Pseudoskorpione (Arachnida) Kenyas. VIII. Chthoniidae. Revue Suisse de Zoologie, vol. 92, no 4, p. 823-843 (texte intégral).